# Niedrzwica Duża
Niedrzwica Duża è un comune rurale polacco del distretto di Lublino, nel voivodato di Lublino.
Ricopre una superficie di 106,82 km² e nel 2007 contava 10 997 abitanti.